# 아진 (헤테로고리 화합물)
아진(azine)은 벤젠의 CH 몇개가 질소로 치환된 방향족 고리 화합물이다.

## 종류
- 피리미딘
- 다이아진(피리다진, 피리미딘, 피라진)
- 트라이아진
- 테트라진
- 펜타진
- 헥사진